# Pedro II de Luxemburgo-Saint-Pol
Pedro II (Pierre de Luxemburgo; c. 1440 – en el castillo de Enghien en Henao, 25 de octubre de 1482), fue Conde de Saint-Pol, de Brienne, Marle, y Soissons.
En 1478, Pedro fue nombrado caballero de la Orden del toisón de Oro en Brujas, lo que demuestra aún más su valía en la corte de Borgoña.

## Vida
Fue el segundo hijo de Luis de Luxemburgo, Conde de Saint-Pol, y de Juana de Bar, Condesa de Marle y Soissons, hija de Robert de Bar, Conde de Marle y Soissons y de Juana de Béthune.
Pedro tuvo una vida mucho menos agitada que la de su padre. De hecho, su padre, que fue, entre otros, Condestable de Francia. Éste es capturado por el Duque de Borgoña, Carlos el Temerario, quien luego se lo entregó a Luis XI. Luis de Luxemburgo fue decapitado el 19 de diciembre de 1475 tras ser condenado por el delito de Lesa majestad.
Tras la  decapitación de su padre por traición y sus propiedades casi todas confiscadas, Pedro heredó con sus hermanos tierras que el rey de Francia y el duque de Borgoña no confiscaron. Heredó, en primer lugar, los condados de Saint-Pol y Conversano, así como los señores de Enghien y Haubourdin. Después de la muerte de su hermano mayor, Juan en la Batalla de Morat el 22 de junio de 1476, Pedro asciende al jefe de la familia de Luxemburgo y hereda los condados de Marle y Soissons.
Su lealtad al Ducado de Borgoña, que se destaca en su papel político durante los disturbios que siguieron a la muerte, en 1477, de Carlos el Temerario, por ejemplo, le permite ese mismo año ser restaurado por María de Borgoña, hija de difunto duque, todos los bienes confiscados a la muerte de su padre. Además, gracias a las cláusulas de un tratado entre Luis XI y María de Borgoña, Pedro pudo recuperar algunas propiedades de su padre: Saint-Pol-sur-Ternoise, Brienne y Roussy.

### Matrimonio e hijos
Se casó con Margarita de Saboya, la hija mayor de las supervivientes de Luis I, Duque de Saboya y la Princesa Ana de Chipre, en algún momento después del 29 de enero de 1464. Tuvieron cinco hijos, entre los que se incluyen: 
- María de Luxemburgo, que se casó en primer lugar, Jacques de Saboya, Conde de Romont, y después con Francisco de Borbón, Conde de Vendôme.
- Francisca de Luxemburgo, esposa de Felipe de Cleves, Señor de Ravenstein.